# Ligue humaniste laïque du Brésil
La Ligue Humaniste Laïque du Brésil, en portugais Liga Humanista Secular do Brasil (LiHS) est une organisation non gouvernementale brésilienne créée pour « réunir les sceptiques, agnostiques, athées, libre-penseurs et laïcs autour de valeurs épistémologiques et éthiques ».
L'organisation est le seul membre brésilien de l'Union internationale humaniste et éthique. 
La Ligue compte en 2013 plus de 3100 membres, et plus de 17 000 personnes adhérentes au groupe sur Facebook.